# Melinopterus imamae
Melinopterus imamae är en skalbaggsart som beskrevs av Zdzisława Stebnicka 1988. Melinopterus imamae ingår i släktet Melinopterus och familjen Aphodiidae. Inga underarter finns listade i Catalogue of Life.